# Breviraja
Breviraja – rodzaj ryb chrzęstnoszkieletowych z rodziny rajowatych (Rajidae).

## Rozmieszczenie geograficzne
Do rodzaju należą gatunki występujące w wodach zachodniego Oceanu Atlantyckiego.

## Morfologia
Długość ciała do 40 cm.

## Systematyka
Rodzaj zdefiniowała w 1948 roku para amerykańskich ichtiologów Henry Bryant Bigelow i William Charles Schroeder w artykule poświęconym nowym rodzajom i gatunkom ryb mantokształtnych opublikowanym w czasopiśmie Journal of Marine Research. Gatunkiem typowym jest (oryginalne oznaczenie) B. colesi.

### Etymologia
Breviraja: łac. brevis ‘krótki’; raia ‘raja, płaszczka’.

### Podział systematyczny
Do rodzaju należą następujące gatunki: 
- Breviraja claramaculata McEachran & Matheson, 1985
- Breviraja colesi Bigelow & Schroeder, 1948
- Breviraja mouldi McEachran & Matheson, 1995
- Breviraja nigriventralis McEachran & Matheson, 1995
- Breviraja spinosa Bigelow & Schroeder, 1950